# Tata Play
Tata Play es un proveedor indio de televisión por satélite, que usa la tecnología de compresión digital MPEG-4, y transmite usando los satélites INSAT-4A y GSAT-10. Incorporada en 2004, Tata Sky es una empresa conjunto entre Tata Group y The Walt Disney Company con Temasek Holdings como un socio menor.
Tata Sky (ahora Tata Play) es una alianza estratégica de capital en la naturaleza de una empresa conjunta entre el Grupo Tata y 21st Century Fox (ahora The Walt Disney Company), que poseen el 70% y el 30% de las acciones respectivamente. En 2008, Temasek Holdings, con sede en Singapur, adquirió una participación del 10% en Tata Sky del Grupo Tata. Tata Sky se incorporó en 2001, pero lanzó sus servicios el 8 de agosto de 2006.
Actualmente ofrece en total 601 canales, 495 canales en definición estándar y 99 canales y servicios en alta definición, junto con muchos otros servicios activos.
Tata Sky (ahora Tata Play) entró en un trato con la empresa francesa Vantiva para suministrar decodificadores 4K a principios de 2015.

## Historia
Tata Sky es una alianza estratégica de capital en la naturaleza de una empresa conjunta entre el Grupo Tata y 21st Century Fox (ahora The Walt Disney Company), que poseen el 70% y el 30% de las acciones respectivamente. En 2008, Temasek Holdings, con sede en Singapur, adquirió una participación del 10% en Tata Sky del Grupo Tata. Tata Sky se incorporó en 2001, pero lanzó sus servicios el 8 de agosto de 2006.
La empresa matriz de STAR, 21st Century Fox, era propietaria de un grupo internacional de empresas de televisión por satélite que incluyen Sky Italia en Italia y Sky UK en el Reino Unido. La empresa utiliza la marca Sky bajo una licencia de Sky.
Tata Sky se asoció con Ericsson para lanzar el primer servicio de vídeo bajo demanda (VOD) en la India en 2012.
El 9 de enero de 2015, Tata Sky se convirtió en el primer operador indio de televisión por satélite en ofrecer decodificadores en 4K a sus clientes.
El 20 de marzo de 2019, The Walt Disney Company completó la adquisición del 30% de las acciones de 21st Century Fox.
El 26 de enero de 2022, Tata Sky pasó a llamarse Tata Play.

## Premios y reconocimientos
En marzo de 2009, Tata Sky se convirtió en el primer proveedor de servicios de televisión por satélite de la India en obtener la acreditación ISO 27001: 2005, el punto de referencia para la seguridad de la información. ISO 27001:2005 es una norma internacional que proporciona especificaciones y orientación para el establecimiento y mantenimiento adecuado de un Sistema de Gestión de Seguridad de la Información (SGSI).

### Premios
| Año       | Premio                     | Categoría                              |
| --------- | -------------------------- | -------------------------------------- |
| 2013      | Yahoo Big Idea Chair Award | Mejor uso de publicidad de móviles     |
| 2013      | ET Brand Equity            | Producto del año – Tata Sky + HD       |
| 2012      | ET Brand Equity            | Mejor marca de televisión por satélite |
| 2009–2010 | Superbrands Council        | Supermarca                             |